# Andrija Budičić
Andrija Budičić (tudi Budcich, Budrić, Butconich), hrvaški kamnosek, * ?, Šibenik, † 24. december 1464, Šibenik. 
Živel in delal je v Šibeniku. V nekem starem zapisu se omenja  kot kipar »Andrea Butcich de Sebenico Radach«. V Šibeniku je od leta 1433 sodeloval pri gradnji katedrale, pri kateri je klesal  dekorativne detajle. Okoli leta 1440 je skupaj z Matkom Stojslavljićem naredil portal škofovske palače v Šibeniku. Benečan Lorenzo Pincino in Budičić sta v začetku leta 1447 sklenila dogovor z  Nikolom in Stjepanom Dragančić-Vrančić s katerim sta bratoma - po načtih Jurja Dalmatinca - sklesala sarkofag okrašen z reliefnimi liki. Sarkofag je bil najprej postavljen v frančiškanskem samostanu v Šibeniku, v začetku 19. stoletja pa premeščen v kapelo družine Dragančić-Vrančić na pokopališče v Zloselu, današnjem Pirovcu. Leta 1449 je skupaj z Ratkom Pokrajčićem  popravljal mestno obzidje, ter z njim in kasneje z Matkom Stojslavljićem prenavljal kapelo Sv. Andrije v dominikanskem samostanu v Šibeniku.